# 赫格茨豪森
赫格茨豪森是德国巴伐利亚州的一个市镇。总面积21.48平方公里，总人口1884人，其中男性949人，女性935人（2011年12月31日），人口密度88人/平方公里。